# Сарычев, Константин Михайлович
Константин Михайлович Сарычев — советский хозяйственный, государственный и политический деятель, Герой Социалистического Труда.

## Биография
Родился в 1907 году в Саратове. Член КПСС.
С 1928 года — на хозяйственной, общественной и политической работе. В 1928—1970 гг. — руководитель отряда пионеров, библиотекарь в саратовской больнице, техник текстильной фабрики, техник-проектант по монтажу электрических установок в Сталинграде, прораб на строительстве ТЭЦ, дежурный электротехник, старший инженер электроотдела, начальник электроцеха химкомбината, директор Березниковского содового завода имени В. И. Ленина Министерства химической промышленности СССР.
Указом Президиума Верховного Совета СССР от 28 мая 1966 года присвоено звание Героя Социалистического Труда с вручением ордена Ленина и золотой медали «Серп и Молот».
Делегат XX съезда КПСС.
Умер в Березниках в 1979 году.